# 萌え萌え2次大戦(略)
『萌え萌え2次大戦（略）』（もえもえにじたいせんかっこりゃく）とはシステムソフト・アルファーから2007年（平成19年）12月21日に発売されたパーソナルコンピュータ用ゲームソフトである。PS2版およびPSP版として『萌え萌え2次大戦（略）☆デラックス』も2008年（平成20年）11月27日に発売された（以下、『デラックス』）。さらに2009年（平成21年）3月20日に上記のコンシューマ版の内容に加え、新たな内容を追加した『萌え萌え2次大戦（略）☆ウルトラデラックス』（以下、『ウルトラデラックス』）がPC版のパワーアップキットとして発売された。
また、続編として萌え萌え2次大戦（略）2[chu～♪]が複数の機種で販売されている。
さらに、続々編として『萌え萌え2次大戦（略）3』が2017年1月26日に発売された。
本項では『デラックス』『ウルトラデラックス』の内容もまとめて掲載する。
萌え戦略プロジェクトと称したコラボが行われ、『電撃「マ）王』の2008年11月号（9月27日発売）に4コマ漫画が連載された。また、WEBラジオとして『も〜っと！萌え萌え2次ラジオ☆デラックス』も放送されていた。
ゲームの中にナチス・マークが登場するとして、海外の大手ゲームサイトに批判的に紹介されたことがある。

## 概要
大戦略シリーズの1つと見て取れるターン制戦略シミュレーションゲームであるがシステムは大幅に簡略化され、レベルやスキル、必殺技の概念が導入されている。また主な登場人物はタイトルから連想されるとおり第二次世界大戦に登場した兵器を少女型に擬人化したものである。これらのキャラクターは主要ユニットとしての役割を担うと共に、それぞれ一定の条件化で発動できる必殺技とある程度ダメージを受けた際に衣服が破損したグラフィックが表示される演出が用意されている（敵味方問わず）。各キャラクターのデザインは後述の複数のイラストレーターが担当。キャラクターの音声もあり、一般のAVGと大差無いようになっている。更に擬人化されていない従来の兵器ユニットについてもいくつか登場し、主要ユニットの配下として編成が可能。登場する国は日本・ドイツの枢軸側2ヶ国とアメリカ・イギリス・ソ連の連合国側3ヶ国となっている（『デラックス』以降は枢軸国にイタリアが、連合国に中国が加わった）。なお、ゲーム画面（シミュレーションパート）は3Dモデルを使用したクォータービューを採用している。
また、アドベンチャーパートにおいては、アニメが元ネタのセリフが多数存在し、死亡フラグなどのネットスラングも豊富に用いられている事が特徴。

### ゲームモードとシステム
ゲームモードはストーリーモードとチャレンジモードに大別される。
ストーリーモードはキャンペーン形式のシナリオをストーリーに沿って攻略していくモードで、太平洋戦線（日本軍）と欧州戦線（ドイツ軍）の2本のシナリオが用意されている（各10話ずつ+α）。各話はアドベンチャー (ADV) パートとシミュレーション (SLG) パートによって構成されておりADVパートでは文章を読み進めることでストーリーが進行し、時に選択肢による分岐も発生する。また、各キャラごとのエピソードである「鋼の乙女図鑑」が挿入される。
SLGパートは従来のシリーズ同様のターン制で敵軍との戦闘を行う。出撃前に兵装転換や配下ユニットの選択などを行い、それが終了すると戦闘に突入する。SLGパート中には暗号打電（タイピング）などのミニゲームが発生することもあり、成功すると戦況を有利に働かせることができる。なお、SLGパートは1話中に複数存在する場合もある。本作では全てのユニットにレベルがあり、自軍ユニットや配下ユニットが敵ユニットを撃破したり、味方への支援行動を行ったりするとレベルアップし、一定のレベルでクラスチェンジが可能となり、選択次第で鋼の乙女の戦術スタイルが変化する。
チャレンジモードは各シナリオのSLGパートを単体でプレイできるモードでシナリオモードでは敵として登場する連合側の国々も使用できる他、シナリオモードには登場しない戦場も用意されている。いずれも初期レベルは固定されており、クラスチェンジはできないがレベルアップはする。

### 『デラックス』『ウルトラデラックス』での追加内容
PC通常版では日本海軍とドイツ軍シナリオだけだったが、『デラックス』では連合国軍シナリオが追加され、『ウルトラデラックス』ではさらに「ゆきかぜ編」と、本編とは別に日本軍がハワイを占領したという設定から始まる「特別編」が追加されている。ストーリー面では、PC通常版は史実ベースであり、エンディングも史実を大きく損なわないものであったが、後述のように新キャラクターが追加されたために既存の日独のシナリオは修正され、場合によってはドイツ軍に日本の、日本軍にドイツ軍のキャラがゲスト参加して戦闘に加わる。『デラックス』以降は戦績によってストーリーや戦場が分岐し、エンディングも戦績しだいでPC通常版と同じものだけでなく、トゥルーエンドともいうべきものも見ることができる。また、本編の外伝ないし後日談的ストーリーとしておまけシナリオも用意されている。
他、通常版にあった「訓練」モードがなくなり、途中離脱した後再度参加するユニットのレベルが一定水準に満たないと自動的にレベルアップして登場したり（通常版では離脱したときのまま）、キャラのスキルが追加・修正されるといったシステム面での変更点もある。
『デラックス』はコンシューマ機での発売であるために衣服が破損したときのグラフィックは控えめなものであったが、『ウルトラデラックス』では再び大胆なものになっている。

## 登場キャラクター

### 鋼の乙女
本作の象徴というべき概念。基本的には戦うために建造された兵器なのだが、司令官などの好みが色濃く反映され、名前の通りベースはすべて乙女である。世界各国がそれぞれに保有し、その戦力は戦局を左右するほどである。最新鋭の技術によって圧倒的な戦力と自我を持ち、すべての鋼の乙女は実在の兵器がモチーフとなっている。そのため、新型機として固有の型番で開発されたものがいる反面、既存兵器の鋼の乙女版として建造されたものもいる。
鋼の乙女は主に航空機型、艦船型、装甲戦闘車輌型が存在する。基本的に兵器であるため、主食はガソリンである。ただし、純粋な人間と思しき整備兵とロマンスしたり、戦闘海域全域に対して一度で爆撃できるほどの爆弾を搭載できるにもかかわらず、サイズは人間程度（司令室に鋼の乙女4人が普通に入るため）という設定になっている。

### 日本
衣装は様々な和服・和装をアレンジしたものとなっている。
レイ - 零式艦上戦闘機
デザイナー - じじ（無印 - ウルトラデラックス）→犬洞あん（2[chu～♪] ）
声 - 宮沢ゆあな
日本軍を選択した場合の主人公。
凛とした様子の少女で、鉢巻きと動きやすいように襷掛けをしている。日本刀「主翼切(シュヨクギリ)」を所持。まじめで頭が固く武士風のふるまいだが、女の子らしい一面もある。外国の文化、特に服装に興味を持つ。面倒見の良い性格で、てんざんは実の妹の様に可愛がっている。
萌え萌え大戦争☆げんだいばーんシリーズの『萌え萌え大戦争☆げんだいばーん++（プラスプラス）』の追加シナリオでも登場する。
ナナ - 九七式艦上攻撃機
デザイナー - 北爪宏幸
声 - 雪野梨沙
レイに次いで開発された航空機型鋼の乙女。真面目で素直なため、揉め事や面倒ごとを放っておけず、結果として面倒ごとを押し付けられる苦労人。突っ込み役ではあるが、個性の強い面々の影になってしまい、あまり目立てないのが悩み。
あかぎ - 赤城
デザイナー - 宇佐見遥（無印 - ウルトラデラックス）→久遠樹（2[chu～♪] ）
声 - 富山あかり
常におっとりとしていて優しく、怒ったところを誰も見たことがない。どんな非常事態でも慌てずマイペース。常に周囲の状況に気を遣っており、外見によらず視野が広い。太平洋戦争には副官として参加しており、お姉さん的位置づけ。
やまと - 大和
デザイナー - 美樹本晴彦　メカニックデザイン - 梶原昌樹
声 - 小林眞紀
熱血直情タイプで、味方の危機とあらば身体を張って最前線で戦う。口より先に手が出るタイプで、頭脳戦は苦手である。
萌え萌え大戦争☆げんだいばーんシリーズの『萌え萌え大戦争☆げんだいばーん++（プラスプラス）』の追加シナリオでも登場する。
てんざん - 天山
デザイナー - 菅家智則
声 - 成瀬未亜
優秀な姉たちに対し、表に出さないが若干の劣等感を持っている。それゆえのしっかりした行動や発言もあるが、とっさの事態には歳相応の反応を見せる。
皆に可愛がられるのは嬉しいが、一人前として見て欲しくも思っている。
司令官
声 - 尾崎淳
日本軍の司令官。名前は特に設定されていない。幼い少女に目がない一方、戦術眼は確かなものを持っており、器の大きい人物であることもうかがえる。

#### 『デラックス』より参戦
チハ - 九七式中戦車
デザイナー - 日吉丸　メカニックデザイン - 梶原昌樹
声 - 日高里菜
連合国軍シナリオの主人公の一人。恥ずかしがり屋で気が弱く、また純粋で素直な性格。連合軍に鹵獲され、連合軍の手先として日本と戦わされることになる。日本に帰りたがっているが、日本軍にその存在が知られておらず、迎えが来る気配がない。
ふがく - 富嶽
デザイナー - 小梅けいと
声 - 青葉りんご
極秘裏に開発された日本軍の鋼の乙女。天才肌で挫折を知らず、何でも苦にせずにできてしまうため飽きっぽい性格。研究所からあまり出たことがなく、世間知らずでやや幼稚な所もある。大胆な言動や行動を起こし周囲を唖然とさせる。
なお、現実の富嶽は、開発途中で終戦を迎えたため戦争には参加していない。

#### 『ウルトラデラックス』より参戦
ゆきかぜ - 陽炎型駆逐艦雪風
デザイナー - 米柄了
声 - 朝樹りさ
「ゆきかぜ編」の主人公で、駆逐艦タイプの鋼の乙女。他のキャラと違い常に憂いを秘めた表情を見せる。それは、高い武勲をほこり、どのような激戦においても傷一つ負わないことから「死神」と恐れられたり「幸運艦」と特別扱いされたりして、周囲からは距離をおかれていることによる。

#### 『萌え萌え2次大戦（略）2[chu～♪]』より参戦
いちこさん - 一式陸上攻撃機
デザイナー - キリセ
声 - 寺門仁美
誕生時期・服装・体型・性格等、あかぎとの共通点が多く、似た者同士という事でこの二機は互いを「姉妹」と認識している。命中率は8割を超え全体的な性能自体は優秀だが、精神の脆さは日本軍随一で甘えん坊という弱点を抱えている。基本的に子供っぽいが、感性の鋭い面も併せ持っている。
はやぶさ - 一式戦闘機「隼」
デザイナー - 菅家智則
声 - 藤森ゆき奈
PSP/PS2版およびニンテンドーDS版『萌え萌え2次大戦（略）2[chu～♪]☆ヤマトナデシコ』に登場。
しっかり者で面倒見が良いが少々お節介なところもあるお姉さんタイプ。どんな苦境でも笑顔を忘れず、仲間を激励し、勝利を絶対に諦めない。育ての親である研究員達を流行り病で亡くした過去を持ち、ともに戦う日本軍を「家族」と呼んで大事にしている。
ひえん - 三式戦闘機「飛燕」
デザイナー - 田中松太郎
声 - 尾崎未來
PSP/PS2版およびニンテンドーDS版『萌え萌え2次大戦（略）2[chu～♪]☆ヤマトナデシコ』に登場。
ハーフで華やかな雰囲気を持つ男装の麗人。ドイツのエーリヒ、イタリアのクラウディアとは異父姉妹で、ひえんはその三女。恋愛小説や歌劇が大好きで、何かと愛に絡めたセリフを吐こうとする。温暖な環境では鼻血を出してしまうという欠点を持ち、己の体の弱さに悩まされる。

### ドイツ
衣装は第三帝国の軍服がベース。
フェイ - ティーガーI
デザイナー - 藤沢孝
声 - 水口まつり
欧州戦線の主人公の一人。純粋な軍人気質であり堅物で非常に真面目な性格。分厚く強固な装甲を生かし自らが盾となり、味方を守りながら戦う事もする。その圧倒的な装甲と攻撃力故に敵から畏怖され、また文武両道で知略にも長ける。また彼女のモチーフは一応虎で、短い虎の尾を持つ。「タイガー」と呼ばれる事を嫌っている。
名前の由来はSS第102重戦車大隊第1中隊のヴィリー・フェイ曹長。
ミハエル - III号突撃砲
デザイナー - 虎山もとは
声 - 瑞沢渓
欧州戦線の主人公の一人。思想・勝敗に全く興味を持たず、純粋に戦闘行為そのものが大好き。後先考えずに目前の敵へと突撃する。性格は対照的だがある時の出会いからフェイと仲が良くなった。
名前の由来は陸のエースミハエル・ヴィットマン。
レント - Ju88
デザイナー - 菅家智則
声 - 高城みつ
軍帽を被り、指揮棒を持つ鋼の乙女。切れ者らしい凛とした顔立ち。まとめ役の指揮官タイプで、兵器として、指揮官としての性能はどちらも高い。最初は強烈な個性の持ち主等に手を焼くが、個々の性格をよく理解し、上手く舵取りを行う。堅物のように映るが、現場＆実力主義で結果を残せば経緯というものは全く問わない。
名前の由来は夜戦エース、ヘルムート・レント少佐。
ルーデル - Ju87
デザイナー - 六道神士
声 - 櫻井浩美（無印 - ウルトラデラックス）→神保巴（2[chu～♪] - ）
危険な香りがするお姉さん。自他国を問わず、可愛い女の子が大好き。開戦以降は主に他国の兵器がその対象になっている為、仲間は一先ず安心している。一応年長者の自覚はあり、それとなく仲間の輪を取り持っている。その能力の高さと性格から他国からも恐れられており、「悪魔のサイレン」の異名を持つ。
名前の由来は撃墜王ハンス・ウルリッヒ・ルーデル。
エーリヒ - Bf109
デザイナー - 美樹本晴彦　メカニックデザイン - 梶原昌樹
声 - 落合祐里香（無印 - ウルトラデラックス）→上田朱音（2[chu～♪] - ）
元々燃費の悪い機体がモデルなだけに、常に腹を空かせており大食漢。能力は高いが横着で口が悪い為、仲間内での評判はあまり良くない。横着な性格は燃費が悪いせいもあるのだが、戦争を快く思っていないので、あまり前線に出たくないと考えているためである。逆に自国を守る際には性能を最大限に発揮し、その際の戦果は目を見張るものがある。
名前の由来はドイツの撃墜王「黒い悪魔」エーリヒ・ハルトマン。
司令官

#### 『萌え萌え2次大戦（略）2[chu～♪]』より参戦
ヴィルヘルム - 88mm FlaK 18
デザイナー - こまめ丸
声-小倉唯
フェイの子供の頃のような外見で、周囲からは隠し子と疑われる。外見も中身もお子様のわりに、古くに作られた鋼の乙女。昔は防空の任についていたが、将官に強制されて地上戦にも参加し、対空対地と戦闘中は忙しくなった。
名前の由来はハルファヤ峠で88mm高射砲を指揮して戦った「劫火の牧師」ヴィルヘルム・バッハ。

### イタリア
イタリア軍の軍服をアレンジした衣装。

#### 『デラックス』より参戦
ベローチェ - L3
デザイナー - 依澄れい　メカニックデザイン - たなか友基
声 - 松岡由貴
「愛のパスタの伝道師」を自称するイタリア陸軍出身の鋼の乙女。量産型で、何人ものベローチェがいる。どこか抜けていて愛情表現が豊か。マイペースでゆるい雰囲気を漂わせ、突然突拍子も無い事を言う事がある。本人はやる気十分なのだが、目立った戦績といったものが無い。

#### 『萌え萌え2次大戦（略）2[chu～♪]』より参戦
クラウディア - マッキ MC.202
デザイナー - かぼちゃ
声 - 小林眞紀
ドイツエンジン、イタリア製の機体で作られたハーフの鋼の乙女。同じエンジンメーカーであるエーリヒ、ひえんとは異父姉妹で次女にあたる。陽気で飾らない、さばさばとした性格。ベローチェと揃うと周りがとっても賑やかになる。

### アメリカ
衣装はセーラー服をベースにしている。
ルリ - エンタープライズ
デザイナー - 菅家智則
声 - 櫻井浩美（無印 - ウルトラデラックス）→神保巴（2[chu～♪] - ）
いかにも切れ者風の外見で、高い戦術眼と戦闘能力、洞察力を武器に日本軍と死闘を繰り広げる。味方に対しても厳しいが、それは敵にも守るべきものがあることを理解しているためであり、厳しさはその裏返しである。
萌え萌え大戦争☆げんだいばーんシリーズの『萌え萌え大戦争☆げんだいばーん++（プラスプラス）』の追加シナリオでも登場する。
名前の由来は命名者である海軍長官夫人のルーリー・スワンソン。

ネコ - F4F
デザイナー - 菅家智則
声 - 宮沢ゆあな
猫であるため語尾は「ニャー」であり、猫の耳と尻尾を持つ。猫の様に気紛れで気分屋な上に好奇心旺盛で、見た事の無い珍しい物に異常な興味を示し、異国のものには目が無いが、それ故に飽き易い。基本的に自分勝手なので、仲間との折り合いはあまりよくないが、ハイネとは馬が合うため一緒に居る事が多い。
名前の由来はF4Fの愛称、ワイルドキャット。
クレア - P-40
デザイナー - じじ
声 - 水口まつり
ボーイッシュで活動的、一人称は「オレ」。レーサーとしても優秀な父親を持つサラブレッド的存在だが、機敏性に欠ける。アメリカ人らしく大味な性格で、喜怒哀楽の表現が激しい。レイに対してライバル意識を持つ。
名前の由来はアメリカ陸軍航空隊大尉、クレア・リー・シェンノート。
ハイネ - ドーントレス
デザイナー - 虎山もとは
声 - 落合祐里香（無印 - ウルトラデラックス）→上田朱音（2[chu～♪] - ）
「～であります」といった軍人口調。堅物で面白味に欠けるが、その性能と扱いやすさ故に周囲からの信頼は厚い。ネコを一方的に利用しており、彼女と共に居る事が多い。「ゆきかぜ編」ではゆきかぜによって爆撃を阻止されたことから彼女をライバル視するようになる。
名前の由来は設計者のエド・ハイネマン。

#### 『デラックス』より参戦
エイミー - M26パーシング
デザイナー - Maruto!
声 - 藤森ゆき奈
連合国軍シナリオの主人公の一人。数々の戦績を上げ、非常に優秀。負けず嫌いで見栄っ張りなところがあるが、日々の訓練や努力を惜しむ事が無い。鹵獲された日本の鋼の乙女・チハの教育官として共に行動する事が多く、最初は彼女を見下した発言や態度を取るものの、次第に世話を焼くようになる。
萌え萌え大戦争☆げんだいばーんシリーズの『萌え萌え大戦争☆げんだいばーん+（プラス）』『萌え萌え大戦争☆げんだいばーん++（プラスプラス）』のベトナム戦線編および追加シナリオでも登場する。
名前の由来は工画堂スタジオ「パワードール」のDollSパイロット、エイミー・パーシング。
アリス - P-38
デザイナー - 菅家智則
声 - 小清水佑果
幼女のような外見の双子の鋼の乙女の妹。他の鋼の乙女と違い、笑いながら引き金を引ける幼さ故の残酷な一面を持っている。勝ち目の無い戦や面倒な作戦では、うまく誤魔化してさぼる要領の良さがある。偵察・諜報・秘密工作が主な任務で、他の鋼の乙女と協同して任務にあたるという事は滅多に無い。
クラレンス - P-38
デザイナー - 菅家智則
声 - 小清水佑果
幼女のような外見の双子の鋼の乙女の姉。原型となった兵器「ライトニング」は『双胴の悪魔』の異名を持つ。服装以外に妹と違うのは一人称が「ボク」である事だけであり、性格等は全く同一。妹と共に、世界各地の戦場で暗躍し続ける。
名前の由来は設計者のクラレンス・ケリー・ジョンソン。
司令官
格言好きで何かある度にさまざまな格言・箴言を引用する。

#### 『萌え萌え2次大戦（略）2[chu～♪]』より参戦
フランシス - フレッチャー級駆逐艦
デザイナー - 米柄了
声 - 若林直美
ルリを心酔しており、彼女を護ることを何より優先している。真面目な優等生ではあるが、真面目すぎるあまりにルリの危機的状況を妄想し、取り乱すこともしばしば。同じ駆逐艦であるゆきかぜを妙に嫌悪している。
スチュアート - M3軽戦車
デザイナー - こまめ丸
声 - 狛乃ハルコ
チェーンソーを持った鋼の乙女。運動も勉強も出来ない面倒くさがりな性格。フラフラとマイペースに行動するため不真面目と叱られるが、気にする様子はない。うまくその場を誤魔化すためなら頭を使う。兵力としては並以下だが対日戦では真価を発揮し、チェーンソーをで密林を切り開き突撃する。

### イギリス
衣装はドレスやメイド服。
マチルダ - マチルダII
デザイナー - 六道神士
声 - 宮沢ゆあな
尊大な態度の天才肌。態度は大きいが、それ以上の高い能力を誇り、相応の戦果を挙げている為、誰も彼女に文句が言えない様子。敵に対してもその尊大な態度は微塵も変わらないが、能力を認めた者に対してはたとえ何者でも敬意を見せるようである。
シン - M4中戦車
デザイナー - 菅家智則
声 - 成瀬未亜
一応所属はイギリスであるがアメリカ生まれ。このため、衣装はメイド服をベースとしながらもセーラー服のタイがついている。真面目で信頼が置けて基本的に万能だが、打たれ弱い部分がある。対等に扱ってくれる仲間達のため、その身を英国に捧げる。
フェアリー - フェアリー ソードフィッシュ
デザイナー - 虎山もとは
声 - 小林眞紀
イギリス軍一の年長者で、旧型兵器のため装甲は紙同然に薄く脆い。ゆったりした性格で何事にも動じる事が無く、いつも笑顔を絶やさない。面倒見もよく、実力・経験・性格等において皆に慕われていて信頼も厚い。知識人で他国の兵器にも詳しく、部隊内で教師的な役割も勤める。
マーリン - スーパーマリン スピットファイア
デザイナー - 虎山もとは
声 - 中田順子
何でもこなす優秀さを持ち、仕事の速さ、正確さは部隊一という、いわば「出来る子」。簡潔な話し方をする為疑われるが、冷酷なのではなくただ単に感情表現が苦手なだけである。周囲のプロポーションが良過ぎるが為に、若干のコンプレックスを感じている。
ラン - アブロ ランカスター
デザイナー - 北爪宏幸
声 - 中田順子
ルリと並び、非常に希少な眼鏡の一人。仕事にも一生懸命だが自身の能力を遥かに上回る作業をしようとしてしまう為に、失敗の多い、いわゆるドジッ娘。その容姿、行動からイジメの対象にもなりやすく、自分に非が無くとも直ぐに謝ったり、卑屈とも取れる物言いになったりする。

#### 『萌え萌え2次大戦（略）2[chu～♪]』より参戦
シスター - クルセーダー巡航戦車
デザイナー - 柏餅よもぎ
声 - 瑞沢渓
名前の通りシスターの格好をしている。いまいち掴みづらい性格で、やる気があるのかないのかも不明。布教の一環で従軍しているらしく、手当たり次第に勧誘するが、宗派は不明で効果はない。
ムスタング - P-51ムスタング
デザイナー - 柏餅よもぎ
声 - 高城みつ
イギリスのマーリン家の養女で、マーリンとフェアリーが完璧な淑女に育て上げた。非常に優秀で、高貴さと優雅さはマチルダにも引けをとらず、戦い方にもある種の美しさが漂う。一見厳しそうだが根はやさしく、相手に合わせた戦い方をする。

### ソ連
ロジーナ - T-34
デザイナー - 藤沢孝
声 - 富山あかり
厳しい自然環境と戦争という特殊な環境下に生まれたため、ちょっと電波で狂気系の性格。自他を問わず血を見ると興奮状態になるが、敵味方の分別は無くさない。興奮状態が治まった後は、軽度の鬱状態になる。常任には理解しづらい性格のため、周囲からは距離を置かれている。

#### 『萌え萌え2次大戦（略）2[chu～♪]』より参戦
全てPSP版のみ登場。
スターリナ - IS-2
デザイナー - 菅家智則
声 - 伊藤葉純
ロジーナより後に作られたソビエト陸軍の鋼の乙女。その美貌と威圧で人心を捕らえ僕とする。多少歪んではいるが、ソビエト至上主義の愛国心と誇りを持ち、他国の鋼の乙女にも紳士的に接する。策士としての実力も高いが姉妹の暴走により空回り続きであることが最大の悩み。ドイツ軍のフェイとは因縁深いそうだが、向こうは全く記憶にない。
カチューシャ - Il-2 シュトルモビク
デザイナー - Maruto!
声 - 青葉りんご
ロジーナの凶行で全滅したとされていたソ連の鋼の乙女の生き残りの一人。過去の凄惨な経験もあり非常に臆病ではあるが、装備した装甲の衝撃に快感を覚え、より低空を飛ぶようになる。装甲以外の部分に当たると逆ギレし、凶暴で手に負えなくなる。
リーリャ - Yak-9
デザイナー - 依澄れい
声 - 前田恵
「夜の魔女」のエースパイロット。ロジーナの凶行で全滅したとされていたソ連の鋼の乙女の生き残りの一人。愛らしい少女の姿だが、性格は暗く極めて陰険で仕返しを忘れない。追い込まれると自暴自棄になり、辺りを一掃して「無かったこと」にしようとしてしまう。

### 中国
『デラックス』より参戦。
燕（えん） - I-16
デザイナー - 西浦川貴樹
声 - 水原薫
勝利のためなら卑怯な手段もねつ造も厭わないが、本人の本心は連合軍への忠誠心から必死に頑張ってのこと。常に我が強く攻撃的な一面があり、嫌いな鋼の乙女には常時殺意を剥き出しにするものの、全面的に「やられ役」で、死亡フラグをよく口にする。

## 主題歌
オープニングテーマ『ハガネノオトメ』
作詞：安倍賢志／小柳豊、作曲：松本智明、監修：山口徹、歌：Risa

エンディングテーマ『生マレタ理由』
歌：Cheerful+Colorful